# 51 Гидры
51 Гидры (лат. 51 Hydrae), k Гидры (лат. k Hydrae), HD 125932 — одиночная звезда в созвездии Гидры на расстоянии приблизительно 170 световых лет (около 52,1 парсек) от Солнца. Видимая звёздная величина звезды — +4,797m.

## Характеристики
51 Гидры — оранжевый гигант спектрального класса K2, или K3III, или K4III, или K5III. Масса — около 1,299 солнечной, радиус — около 14,059 солнечного, светимость — около 54,928 солнечной. Эффективная температура — около 4220 K.

## Планетная система
В 2019 году учёными, анализирующими данные проектов HIPPARCOS и Gaia, у звезды обнаружена планета HIP 70306 b.